# 2627 Churyumov
A 2627 Churyumov (ideiglenes jelöléssel 1978 PP3) a Naprendszer kisbolygóövében található aszteroida. Nyikolaj Sztyepanovics Csernih fedezte fel 1978. augusztus 8-án.